# Норвегия на летних Олимпийских играх 1988
Норвегия принимала участие в Летних Олимпийских играх 1988 года в Сеуле (Республика Корея) в восемнадцатый раз за свою историю, и завоевала две золотые, три серебряные медали.

## Медалисты
| Медаль  | Спортсмен                                         | Вид спорта           | Дисциплина                                      |
| ------- | ------------------------------------------------- | -------------------- | ----------------------------------------------- |
| Золото  | Тор Хейестад                                      | Стрельба             | Мужчины, винтовка, движущаяся мишень, 50 метров |
| Золото  | Йон Рённинген                                     | Греко-римская борьба | Мужчины, до 52 кг                               |
| Серебро | Оле Поллен Эрик Бьёркум                           | Парусный спорт       | Класс «Летучий голландец»                       |
| Серебро | Альф Хансен Рольф Торсен Ларс Бьённес Ветле Винье | Академическая гребля | Мужчины, четвёрки парные                        |
| Серебро | Команда                                           | Гандбол              | Женщины                                         |

## Результаты соревнований

### Академическая гребля
В следующий раунд из каждого заезда проходили несколько лучших экипажей (в зависимости от дисциплины). В финал A выходили 6 сильнейших экипажей, ещё 6 экипажей, выбывших в полуфинале, распределяли места в малом финале B.
Мужчины
| Соревнование | Спортсмены                                     | Предварительный заезд | Предварительный заезд | Предварительный заезд | Отборочный заезд | Отборочный заезд | Отборочный заезд | Полуфинал             | Полуфинал             | Полуфинал             | Финал                 | Финал                 | Итоговое место        |                       |
| Соревнование | Спортсмены                                     | Заезд                 | Время                 | Место                 | Заезд            | Время            | Место            | Заезд                 | Время                 | Место                 | Время                 | Место                 | Итоговое место        |                       |
| ------------ | ---------------------------------------------- | --------------------- | --------------------- | --------------------- | ---------------- | ---------------- | ---------------- | --------------------- | --------------------- | --------------------- | --------------------- | --------------------- | --------------------- | --------------------- |
| двойки       | Торе Эвребё Эудун Хадлер-Ольсен Оле Андреассен | 3                     | 7:05,78               | 6                     | 2                | 7:20,88          | 5                | завершили выступление | завершили выступление | завершили выступление | завершили выступление | завершили выступление | завершили выступление | завершили выступление |